# Województwo ciechanowskie
Województwo ciechanowskie – polskie województwo ze stolicą w Ciechanowie istniejące w latach 1975–1998, jedno z 49 ówcześnie istniejących.

## Zasięg terytorialny
Województwo ciechanowskie składało się z dzisiejszych powiatów:
- powiat ciechanowski – w całości
- powiat działdowski – w całości
- powiat makowski – tylko gmina Karniewo
- powiat mławski – w całości
- powiat nowodworski – tylko gmina Nasielsk
- powiat płoński – oprócz gminy Czerwińsk nad Wisłą
- powiat przasnyski – tylko gmina Krasne i gmina Czernice Borowe
- powiat pułtuski – oprócz gminy Obryte i gminy Zatory
- powiat żuromiński – w całości

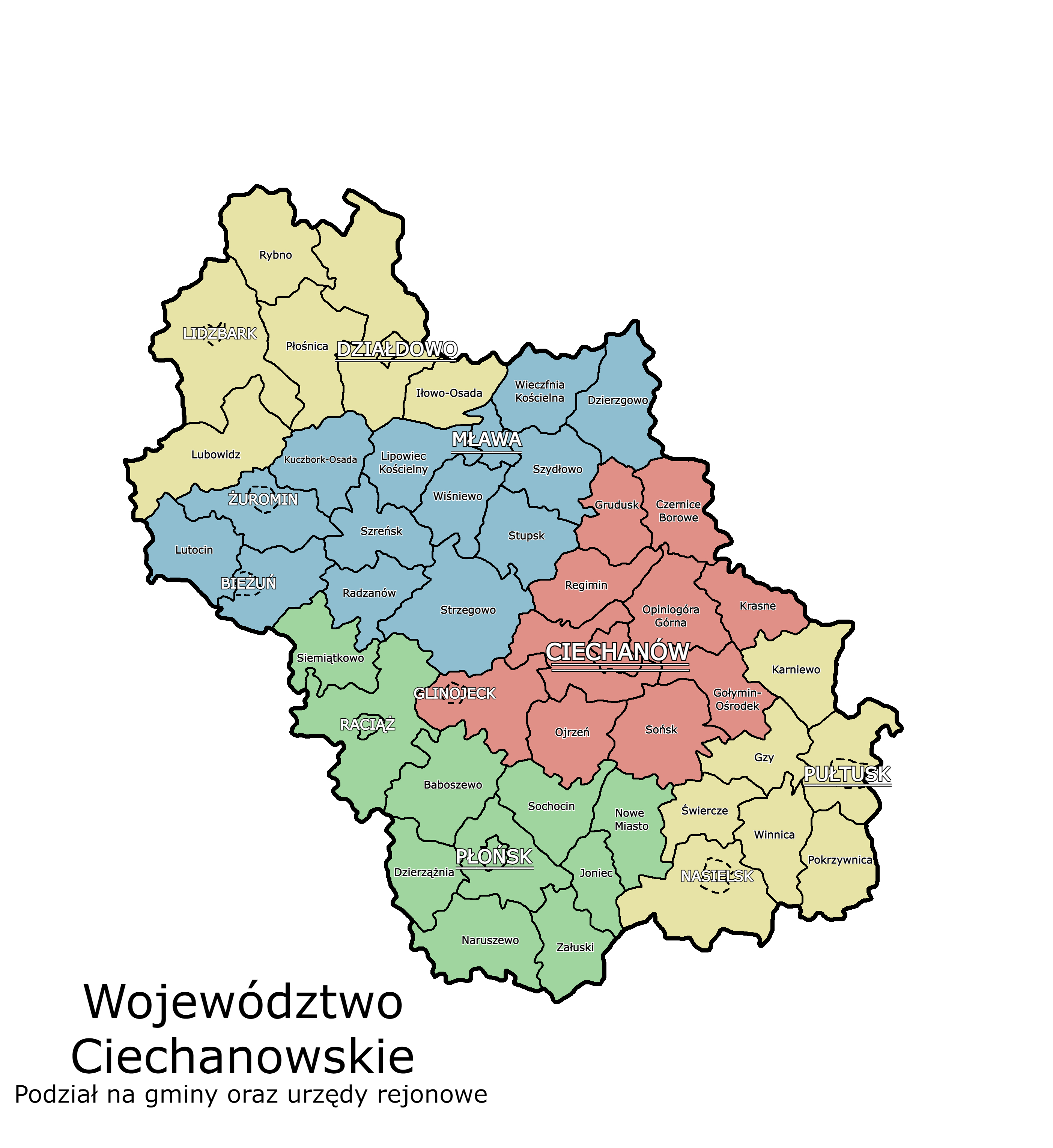
Podział administracyjny województwa ciechanowskiego na gminy oraz urzędy rejonowe.

Po reformie administracyjnej w 1999 roku województwo ciechanowskie zostało podzielone między dwa województwa:
- warmińsko-mazurskie – gminy powiatu działdowskiego
- mazowieckie – oprócz gmin powiatu działdowskiego

## Urzędy rejonowe
Na podstawie ustawy z 22 marca 1990 r. o terenowych organach rządowej administracji ogólnej, utworzono na terenie województwa 5 rejonów administracyjnych zrzeszających po kilka lub kilkanaście gmin.
| Nr                           | Gmina                     |  | Siedziba                         |
| ---------------------------- | ------------------------- |  | -------------------------------- |
| Urząd Rejonowy w Ciechanowie |                           |  |                                  |
| 1                            | gmina Ciechanów           |  | Ciechanów                        |
| 2                            | miasto Ciechanów          |  | Ciechanów                        |
| 3                            | gmina Czernice Borowe     |  | Czernice Borowe                  |
| 4                            | gmina Glinojeck           |  | Glinojeck                        |
| 5                            | gmina Gołymin-Ośrodek     |  | Gołymin-Ośrodek                  |
| 6                            | gmina Grudusk             |  | Grudusk                          |
| 7                            | gmina Krasne              |  | Krasne (województwo mazowieckie) |
| 8                            | gmina Ojrzeń              |  | Ojrzeń                           |
| 9                            | gmina Opinogóra Górna     |  | Opinogóra Górna                  |
| 10                           | gmina Regimin             |  | Regimin                          |
| 11                           | gmina Sońsk               |  | Sońsk                            |
| Urząd Rejonowy w Działdowie  |                           |  |                                  |
| 1                            | gmina Działdowo           |  | Działdowo                        |
| 2                            | miasto Działdowo          |  | Działdowo                        |
| 3                            | gmina Iłowo-Osada         |  | Iłowo-Osada                      |
| 4                            | gmina Lidzbark            |  | Lidzbark                         |
| 5                            | gmina Lubowidz            |  | Lubowidz                         |
| 6                            | gmina Płośnica            |  | Płośnica                         |
| 7                            | gmina Rybno               |  | Rybno                            |
| Urząd Rejonowy w Mławie      |                           |  |                                  |
| 1                            | gmina Bieżuń              |  | Bieżuń                           |
| 2                            | gmina Dzierzgowo          |  | Dzierzgowo                       |
| 3                            | gmina Kuczbork-Osada      |  | Kuczbork-Osada                   |
| 4                            | gmina Lipowiec Kościelny  |  | Lipowiec Kościelny               |
| 5                            | gmina Lutocin             |  | Lutocin                          |
| 6                            | Mława                     |  | Mława                            |
| 7                            | gmina Radzanów            |  | Radzanów                         |
| 8                            | gmina Strzegowo           |  | Strzegowo-Osada                  |
| 9                            | gmina Stupsk              |  | Stupsk                           |
| 10                           | gmina Szreńsk             |  | Szreńsk                          |
| 11                           | gmina Szydłowo            |  | Szydłowo                         |
| 12                           | gmina Wieczfnia Kościelna |  | Wieczfnia Kościelna              |
| 13                           | gmina Wiśniewo            |  | Wiśniewo                         |
| 14                           | gmina Żuromin             |  | Żuromin                          |
| Urząd Rejonowy w Płońsku     |                           |  |                                  |
| 1                            | gmina Baboszewo           |  | Baboszewo                        |
| 2                            | gmina Dzierzążnia         |  | Dzierzążnia                      |
| 3                            | gmina Joniec              |  | Joniec                           |
| 4                            | gmina Naruszewo           |  | Naruszewo                        |
| 5                            | gmina Nowe Miasto         |  | Nowe Miasto                      |
| 6                            | gmina Płońsk              |  | Płońsk                           |
| 7                            | Płońsk                    |  | Płońsk                           |
| 8                            | gmina Raciąż              |  | Raciąż                           |
| 9                            | Raciąż                    |  | Raciąż                           |
| 10                           | gmina Siemiątkowo         |  | Siemiątkowo                      |
| 11                           | gmina Sochocin            |  | Sochocin                         |
| 12                           | gmina Załuski             |  | Załuski                          |
| Urząd Rejonowy w Pułtusku    |                           |  |                                  |
| 1                            | gmina Gzy                 |  | Gzy                              |
| 2                            | gmina Karniewo            |  | Karniewo                         |
| 3                            | Nasielsk                  |  | Nasielsk                         |
| 4                            | gmina Pokrzywnica         |  | Pokrzywnica                      |
| 5                            | Pułtusk                   |  | Pułtusk                          |
| 6                            | gmina Świercze            |  | Świercze                         |
| 7                            | gmina Winnica             |  | Winnica                          |

## Demografia
| Rok                    | Liczba mieszkańców |
| ---------------------- | ------------------ |
| 1975 (31 grudnia)      | 398,7 tys.         |
| 1976 (31 grudnia)      | 399,1 tys.         |
| 1977 (31 grudnia)      | 400,3 tys.         |
| 1978 (spis powszechny) | 402 681            |
| 1978 (31 grudnia)      | 402,1 tys.         |
| 1979 (31 grudnia)      | 403,5 tys.         |
| 1980 (31 grudnia)      | 405,4 tys.         |
| 1983 (31 grudnia)      | 413,3 tys.         |
| 1985 (31 grudnia)      | 418,1 tys.         |
| 1986                   | 420,2 tys.         |
| 1987                   | 422,2 tys.         |
| 1988                   | 424,1 tys.         |
| 1989 (31 grudnia)      | 427 tys.           |
| 1990 (30 czerwca)      | 427,7 tys.         |
| 1990 (31 grudnia)      | 428,4 tys.         |
| 1991 (31 grudnia)      | 429,8 tys.         |
| 1992 (31 grudnia)      | 434,4 tys.         |
| 1993 (30 czerwca)      | 434,6 tys.         |
| 1994 (31 grudnia)      | 436,2 tys.         |
| 1995 (30 czerwca)      | 436,5 tys.         |
| 1995 (31 grudnia)      | 436,4 tys.         |
| 1997 (31 grudnia)      | 436,9 tys.         |

## Miasta
Ludność 31.12.1998
- Ciechanów – 47 468
- Mława – 30 520
- Płońsk – 23 039
- Działdowo – 21 088
- Pułtusk – 19 129
- Żuromin – 8997
- Lidzbark – 8351
- Nasielsk – 7222
- Raciąż – 4585
- Glinojeck – 3060
- Bieżuń – 1903

## Zabytki miast województwa ciechanowskiego
Ciechanów
- Zamek w Ciechanowie z XV wieku – ruiny
- Farska Góra – grodzisko z XI (VII) w., na górze neogotycka dzwonnica (1889)
- Kościół farny w Ciechanowie (XVI w.)
- Cmentarz rzymskokatolicki przy ul. Płońskiej – założony na początku XIX w., z licznymi starymi, zabytkowymi grobami
- Nowy cmentarz żydowski w Ciechanowie – założony pod koniec XIX w.
- Średniowieczny układ urbanistyczny (z rynkiem i trójkątnym placem przedlokacyjnym)
- Kościół poaugustiański (XVI w.) i budynek dawnego klasztoru (XVII w.)
- Ratusz (XIX w.)

 Mława
- Kościół parafialny pw. św. Trójcy – wybudowany w 1477, pierwotnie gotycki; w latach 1882–1886 powiększony i całkowicie przebudowany w tzw. stylu toskańskim, w niektórych źródłach jego styl jest określany jako eklektyczny. Jedynymi pozostałościami po pierwotnym założeniu gotyckim są: okno w prezbiterium nad ołtarzem, łuk tęczowy oddzielający prezbiterium od nawy głównej i widoczna za ołtarzem bocznym w prawej nawie przypora zewnętrzna znajdująca się obecnie wewnątrz świątyni.
- Ratusz miejski – zbudowany pod koniec XVIII w. Z wieży ratuszowej odgrywany jest codziennie o 12:00 hejnał Mławy.
- Kościół pw. św. Wawrzyńca – 1786 r. na wzgórzu cmentarnym, późnobarokowy z klasycyzującą elewacją frontową.
- „Lelewelówka” – drewniany spichlerz z XVIII w., jedyna pozostałość po zabudowaniach starościńskich, czasami zwyczajowo zwanych zamkiem
- Secesyjne kamienice z początku XX w.
- Pomnik Obrońcom Mławy upamiętniający bitwę pod Mławą w 1939 r.
- Pozycja Mławska – linia polskich fortyfikacji wybudowanych w przeddzień II wojny światowej. W skład obiektu wchodzi 55 schronów żelbetowych, pozostałości budowli ziemno-drewnianych i okopów. Pozycja Mławska była główna areną bitwy po Mławą.
- Więzienie powiatowe wybudowane w 1889 roku, obecnie siedziba oddziału Archiwum Państwowego Miasta Stołecznego Warszawy.
- Hala Targowa z 1912 roku wybudowana według projektu miejskiego architekta Stefana Usakiewcza
- Spichlerz Obywatelski przy ulicy Długiej, wybudowany w latach sześćdziesiątych XIX wieku, obecnie supermarket i dom handlowy
- Park miejski, założony w 1897 roku jako ogród spacerowy, powstał z poszerzenia ogrodu przy cerkwi prawosławnej. Przez mieszczan zwany „Salonem Mławy”. Po II wojnie światowej nazwany imieniem J. Stalina, a od 1956 do 2017 im. Dąbrowszczaków, obecnie im. Józefa Piłsudskiego. W parku znajduje się fontanna wykonana w brązie według projektu Andrzeja Borcza przedstawiająca czterech zdunów, legendarnych założycieli miasta, i Muławę, od której imienia miasto wywodzi swoją nazwę; pomnik Józefa Piłsudskiego; Dąb Niepodległości z tablicą pamiątkową; oraz dawna popówka, jedyna pozostałość po cerkwi, obecnie przychodnia dziecięca.

 Płońsk
- Układ urbanistyczny miasta wraz ze znajdującą się na tym terenie zabudową i wylotami ulic,
- Zespół pokarmelicki: Kościół parafialny pw. św. Michała, d. klasztor, mur – XVI, XVIII w., dzwonnica, mur – II poł. XIX w. oraz całe wyposażenie wnętrz,
- Wczesnośredniowieczne grodzisko, pozostałość XI-wiecznego grodu o wymiarach 75x80 metrów, zwanego dawniej Górą Szwedzką lub Górą Łysą, obecnie nazywane Górą Kawałkowskiego ewentualnie Górą Kabana,
- Zespół podworski: dwór, mur – 1 poł. XIX /XX w., oficyna, mur – k. XIX w., budynek gospodarczy, mur, pozostałości parku – koniec XIX w.,
- Więzienie, ob. Areszt Śledczy, ul. Warszawska 49, mur – koniec XIX w.,
- Zespół cmentarza parafialnego: cmentarz rzymskokatolicki – 1779 r., kaplica grobowa małż. Grobickich, mur – 1876 r.
- Dom, ul. Rynek 4a – XIX w.,
- Dom, pl. 15 sierpnia 21, 21a (d. ul. Rynek 21) – XIX w.

 Działdowo
- kościół pw. Podwyższenia Krzyża Świętego – pierwotnie gotycki (XIV wiek), później zniszczony i odbudowany
- kościół pw. św. Wojciecha
- zamek (XIV wiek)
- ratusz (XVII wiek)
- rynek z zabudową wokół ratusza XVIII-XIX wiek
- dawna bożnica z 1874 roku
- zespół budynków koszarowych (w latach 1939–1945 Obóz koncentracyjny)
- zabytkowe kamienice przy ul. Jagiełły, szkoła (Gimnazjum Nr 1 im. króla Władysława Jagiełły), sąd i więzienie
- budynek szkoły medycznej przy ul. Wolność (dawny szpital) z witrażem św. Katarzyny i tablicą poświęconą Janowi Pawłowi II
- wieża ciśnień i dawna gazownia – obecnie hotel i restauracja.
- wieża Bismarcka

 Pułtusk
- gotycka Bazylika kolegiacka Zwiastowania NMP z XV wieku, z renesansową przebudową z XVI wieku (kolebkowe sklepienie wykonane w latach 1554–1561). W 1975 roku papież Paweł VI nadał kolegiacie tytuł bazyliki mniejszej
- zamek biskupi usytuowany na brzegu Narwi z XIV-XVI wieku, obecnie Dom Polonii. Właścicielem Domu Polonii jest Stowarzyszenie „Wspólnota Polska”. W murach zamku przebywali m.in.: król Zygmunt Waza, król szwedzki Karol XII, carowie rosyjscy Aleksander I i Aleksander II.
- Kaplica pw. Świętej Marii Magdaleny przy rynku. Pierwotnie odgrywała rolę kościoła parafialnego do czasu zbudowania kolegiaty. W 1944 r. została całkowicie zniszczona, zrekonstruowana w latach 1946–1951
- ratusz z wieżą ratuszową z XVI w (gotycko-renesansowa).
- Kościół św. Krzyża z XVI w., późnogotycki z elementami barokowo-klasycznymi. Wokół świątyni rozciąga się najstarszy pułtuski cmentarz katolicki, z grobowcami z XIX w.
- Kościół św. Józefa z XVII w., poreformacki. Do budynku przylegają budynki dawnego klasztoru Benedyktynów, w których w okresie PRL znajdowało się więzienie.

 Żuromin
- zespół klasztorny poreformacki z XVIII wieku

 Lidzbark
- Kościół św. Wojciecha
- resztki gotyckiej baszty zamkowej z XIV wieku
- kościół ewangelicki z 1828
- założenie urbanistyczne Starego Miasta z lat 1320–1331
- Budynki Szkoły Podstawowej nr 1, Urzędu Miasta, byłej garbarni, rzeźni, gazowni, dworca kolejowego oraz kamieniczki secesyjne z przełomu XIX i XX w.

 Nasielsk
- kościół św. Wojciecha (neogotycki) z początku XX wieku
- plebania z XVI/XVII wieku

 Raciąż
- kościół neogotycki z 1886 roku,
- murowana plebania z lat dwudziestych XX wieku,
- synagoga przy ulicy Kilińskiego
- domy przy ulicach Kilińskiego i Warszawskiej
- park miejski przy ul. Mławskiej – 1 ćw. XX w.,
- cmentarz parafialny rzymskokatolicki – XIX w.,
- cmentarz żydowski – XIX w.,
- grodzisko wczesnośredniowieczne – XII w.

 Glinojeck
- młyn na Zawodzie
- cukrownia w Zygmuntowie
- Zespół podworski:
  - dwór murowany z II poł. XIX w.,
  - park krajobrazowy z I poł. XIX w.

 Bieżuń
- barokowy kościół i pałac z XVIII wieku
- park krajobrazowy z pozostałościami fortyfikacji z XVI wieku
- Synagoga w Bieżuniu
- Muzeum Małego Miasta
- pozostałości domu poety Stefana Gołębiowskiego
- ruiny młyna wodnego na rzece Wkrze